# Neuviller-la-Roche
Neuviller-la-Roche település Franciaországban, Bas-Rhin megyében. Lakosainak száma 331 fő (2022. január 1.). Neuviller-la-Roche Belmont, Natzwiller, Ottrott, Waldersbach és Wildersbach községekkel határos.

## Népesség
A település népességének változása:
| Lakosok száma | 370  | 358  | 357  | 341  | 335  | 331  | 326  | 328  | 331  |
|               | 2013 | 2015 | 2016 | 2017 | 2018 | 2019 | 2020 | 2021 | 2022 |